# Juan José Marthans
Juan José Marthans León (n. 18 de septiembre de 1958) es un economista peruano.

## Biografía
Estudió Economía en la Universidad de Lima, en la cual obtuvo el grado de Bachiller en 1982 y el título profesional de economista en 1986. Realizó un Máster en Banca y Finanzas de la misma Universidad, en la cual se graduó con la calificación summa cum laude. 
Ha desarrollado estudios de posgrado en Política Financiera en el Instituto de Economía adscrito a la Universidad de Colorado en Boulder, diploma en el cual se graduó con honores summa cum laude, así como estudios de Gobierno Corporativo en la Universidad de Chicago. 
Se desempeña como director del área de economía en el PAD - Escuela de Dirección de la Universidad de Piura además de Director de empresas diversas.
De 1982 a 1991 laboró en la Corporación Financiera de Desarrollo (COFIDE), en la cual llegó a ser Subgerente general.
El 22 de septiembre de 2001 fue designado como miembro del Directorio del Banco Central de Reserva del Perú por el Congreso de la República. Renunció al cargo en junio de 2002.
En abril de 2002 fue nombrado como miembro del directorio del Instituto Nacional de Defensa de la Competencia y de la Protección de la Propiedad Intelectual (INDECOPI) por el gobierno de Alejandro Toledo.
Se ha desempeñado como docente de la Facultad de Economía en la Universidad de Lima 1982-2002 y de la Facultad de Economía de la Universidad del Pacífico 2007-2009.
El 2010 ha sido considerado por la prestigiosa publicación "Semana Económica" del Grupo Apoyo, como uno de los 25 personajes que cambiaron la economía del Perú.
En el 2023 fue designado Presidente de la Sociedad Agente de Bolsa Kallpa SA donde participó en el fortalecimiento de la gobernanza y estrategia de desarrollo de nuevos mercados.
En el 2024  de acuerdo a lo señalado por la prestigiosa publicación Forbes, ha sido considerado como uno de los 20 economistas peruanos de mayor influencia y prestigio en el Perú.ente de Banca y Seguros
Es fundador de Globokas Perú S.A 2007, habiendo sido su Presidente hasta el 2022. Actualmente se desempeña como Director Independiente de diversas empresas así como Presidente de Directorio de GlobalSec S.A.
El 21 de junio de 2002 fue designado como Superintendente de la Superintendencia de Banca y Seguros por el presidente Alejandro Toledo, el premier Roberto Dañino y el ministro de Economía Pedro Pablo Kuczynski. En su condición de funcionario de Estado fue ratificado por la Comisión Permanente del Congreso  , el 24 de junio, con 19 votos a favor. 
Se mantuvo en el cargo hasta marzo de 2007. Habiendo cumplido superiodo legal. 
El mercado reconoce que durante su administración se fortaleció institucionalmente la SBS del Perú, se consolidó el desarrollo y buena reputación de la banca peruana, se hizo más competitivo el sistema privado de pensiones, se desarrolló el esquema de microseguros y las microfinancieras alcanzaron el definitivo reconocimiento del mercado.
Ha sido premiado por diferentes entidades microfinancieras en reconocimiento a su labor.

## Publicaciones
- Reflexiones sobre la Economía Peruana 2006 - 2015. Consideraciones macroeconómicas para encaminar decisiones estratégicas empresariales (2016)
- Una propuesta para reformar el sistema privado de pensiones: El caso peruano (2013) Coautor con José Ricardo Stok
- La crisis internacional: Un desafío para el mundo y América Latina (2013). Coautor con Hernando de Soto, Pedro Pablo Kuczynski, Luis Oganes
- Flujos de capital y dinámica de créditos: el caso peruano (2001)
- The Current Credit-Worthiness of Peruvian Banks"(Estudio) Peru  (1994) Vol.VIII No 3 with Robert Vogel and Dale Adams.
- La banca en los programas de estabilización. Tres años de política financiera en el Perú (1993)
- Inflación, dolarización y crisis productiva (1993)
- La agroindustria de la exportación de espárrago en el Perú (1990)
- La industria Langostinera en el Perú: Situación y Perspectivas (Estudio Técnico 1989 COFIDE)